# Aktivní politika zaměstnanosti

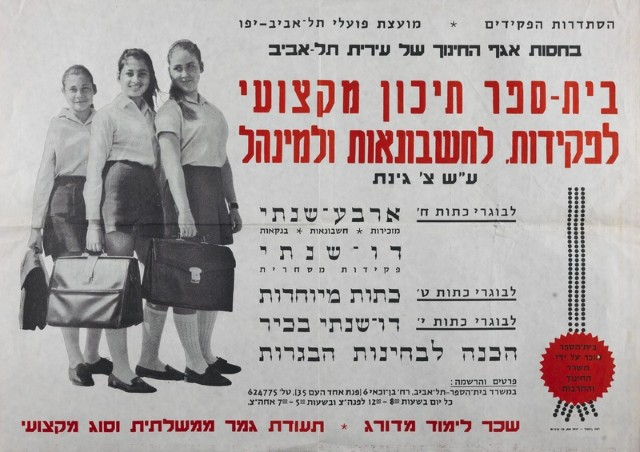
Historický náborový plakát propagující odborné vzdělávání dívek pro uplatnění na trhu práce

Aktivní politika zaměstnanosti má obrovský význam, protože omezuje nezaměstnanost a podporuje rovnováhu práce ve státě. Důležitým úkolem politiky zaměstnanosti ve vztahu k nezaměstnaným je financování nástrojů a jiných opatření zejména rizikovým skupinám nezaměstnaných na trhu práce. Existuje aktivní a pasivní politika zaměstnanosti. Aktivní politika zaměstnanosti se snaží omezovat nezaměstnanost, zatímco pasivní politika zaměstnanosti tlumí následky, díky vyplácení podpor v nezaměstnanosti.
Aktivní politika zaměstnanosti v České republice je vymezena v Zákoně o zaměstnanosti č. 435/2004 Sb. Aktivní politiku zaměstnanosti zajišťuje Ministerstvo práce a sociálních věcí České republiky a jednotlivé úřady práce.

## Nástroje pro realizaci
1. rekvalifikace
2. investiční pobídky
3. veřejně prospěšné práce
4. společensky účelná pracovní místa
5. překlenovací příspěvek
6. příspěvek na zapracování
7. příspěvek při přechodu na nový podnikatelský program
8. příspěvek na dopravu zaměstnanců

### Rekvalifikace
Rekvalifikací je myšleno získání nové kvalifikace nebo zvýšení, rozšíření či prohloubení dosavadní kvalifikace. Rekvalifikace se realizuje na základě písemné dohody mezi Úřadem práce a zájemcem o zaměstnání, je-li to nutné pro jeho uplatnění na trhu práce. Za účastníka úřad práce hradí veškeré náklady rekvalifikace a může mu poskytnout příspěvek na úhradu nutných nákladů spojených s rekvalifikací, které účastník prokáže.
Celková finanční částka, kterou může úřad práce vynaložit na zvolenou rekvalifikaci jednoho uchazeče o zaměstnání nebo zájemce o zaměstnání, nesmí v období tří po sobě následujících kalendářních let ode dne prvního nástupu na zvolenou rekvalifikaci přesáhnout částku 50 000 Kč.

### Investiční pobídka
Investiční pobídka je hmotná podpora, která je vydána zaměstnavateli za účelem vytvoření nového pracovního místa nebo je určená pro rekvalifikaci či školení jeho stávajících zaměstnanců. Zaměstnavateli je poskytnuta investiční pobídka, jestliže vytvořil nová pracovní místa v územní oblasti, ve které je průměrná míra nezaměstnanosti za dvě ukončená pololetí přecházející datu předložení záměru zaměstnavatele získat investiční pobídky nejméně o 50 % vyšší než průměrná míra nezaměstnanosti v ČR. To samé platí i o rekvalifikaci či školení zaměstnanců.

### Veřejně prospěšné práce
Veřejně prospěšné práce jsou pracovní příležitosti, které jsou pouze časově omezené. Tyto práce spočívají v údržbě veřejných prostranství, úklidu a údržbě veřejných budov a komunikací nebo jiných obdobných činnostech ve prospěch zejména obcí nebo státních či jiných obecně prospěšných institucí. Zaměstnavatel může tyto práce vytvořit na nejdéle dvanáct po sobě jdoucích kalendářních měsíců a to i opakovaně.
Úřad práce může zaměstnavateli poskytnout peněžní příspěvek na tyto pracovní příležitosti. Výše příspěvku může být až do výše skutečně vynaložených prostředků na mzdy a platy na zaměstnance umístěného na tyto práce, včetně pojistného na sociální zabezpečení a pojistného na veřejné zdravotní pojištění.

### Společensky účelná pracovní místa
Společensky účelná pracovní místa zřizuje nebo vyhrazuje zaměstnavatel na základě dohody s úřadem práce a obsazuje je uchazeči o zaměstnání, kterým nelze zajistit pracovní uplatnění jiným způsobem. Úřad práce může poskytnout příspěvek na společensky účelná pracovní místa. V případě, že má být zřízeno více než pět pracovních míst, musí si úřad práce zajistit odborný posudek.
Výše příspěvku může být až do výše skutečně vynaložených prostředků na mzdy a platy na zaměstnance umístěného na tyto práce, včetně pojistného na sociální zabezpečení a pojistného na veřejné zdravotní pojištění. Příspěvek může být poskytován maximálně po dobu dvanácti měsíců.

### Překlenovací příspěvek
Překlenovací příspěvek může úřad práce poskytnout osobě samostatně výdělečně činné na základě dohody. Toto slouží zejména na úhradu provozních nákladů, za provozní náklady se považuje nájemné, náklady na dopravu a náklady na opravu a údržbu. Příspěvek může být poskytnut nejdéle po dobu pěti měsíců a výše příspěvku je maximálně 0,25 násobku průměrné mzdy za první až třetí čtvrtletí předcházejícího kalendářního roku.

### Příspěvek na zapracování
Příspěvek na zapracování může úřad práce poskytnout zaměstnavateli na základě dohody, v případě, že zaměstnavatel přijímá do pracovního poměru uchazeče, kterému musí věnovat zvýšenou pozornost. Příspěvek na zapracování se poskytuje maximálně po dobu tří měsíců a měsíční příspěvek na jednu fyzickou osobu, může činit maximálně polovinu minimální mzdy.  
Příspěvek při přechodu na nový podnikatelský program může poskytovat úřad práce na základě dohody, v situaci, kdy zaměstnavatel přechází na nový podnikatelský program a tudíž nemůže svým zaměstnancům zabezpečit práci v rozsahu stanovené týdenní pracovní doby. Příspěvek může sloužit jako částečná náhrada mzdy. Tento příspěvek může zaměstnavatel od úřadu práce dostávat maximálně šest měsíců a může činit nejvýše polovinu minimální mzdy. 

### Příspěvek na dopravu zaměstnanců
Příspěvek na dopravu zaměstnanců je poskytován úřadem práce pouze v případě, že zaměstnavatel zabezpečuje každodenní dopravu do zaměstnání a ze zaměstnání a zároveň není-li doprava hromadnými prostředky prokazatelně provozována vůbec.